# Gossip Girls (T-ara)
Gossip Girls è il terzo album discografico giapponese del gruppo musicale sudcoreano T-ara, pubblicato nel 2014 dall'etichetta discografica Universal Music Japan.

## Il disco
L'album fu pubblicato il 14 maggio 2014 in tre diverse edizioni: Pearl, Sapphire e Diamond. La Pearl è l'edizione normale, mentre la Sapphire e la Diamond sono limitate. La Sapphire contiene il CD e il DVD con i video musicali di "Number 9 (Japanese ver.)", "Memories ~You Gave Me Guidance~", "Lead the Way" e i making-of sulla preparazione del disco. La Diamond contiene, oltre al CD, il DVD T-ARA SPECIAL MOVIE "Gossip Girls" e un photobook di 36 pagine con una figurina su sette scelta a caso. La tredicesima traccia, la Secret Track, è "Do You Know Me (Japanese ver.)", già inserita nel disco come ottava traccia.
Il primo singolo "Number 9 (Japanese ver.) / Memories ~You Gave Me Guidance~" venne pubblicato in quattro edizioni: due limitate con CD e DVD (A e B), una regolare e l'edizione natalizia X'mas. I DVD delle edizioni limitate contengono il video musicale di "Memories ~You Gave Me Guidance~" e, l'edizione A, la performance live di "Bunny Style!" del 13 luglio 2013, mentre l'edizione B quella di "Lies". L'edizione regolare contiene una traccia aggiuntiva, "A-Ha". L'edizione X'mas doveva essere pubblicata insieme alle altre il 20 novembre, ma venne pubblicata il 18 dicembre; ha al suo interno tre CD, in cui vi è anche il T-ARA Party Non Stop Remix, una raccolta dei singoli in lingua giapponese e un DVD con la performance live di "Bo Peep Bo Peep" del 13 luglio, la MC Collection e delle riprese nel backstage. Inoltre contiene sei portachiavi in gomma delle T-ara in stile natalizio. Tutte le edizioni sono dotate di una figurina su sette possibili con un codice seriale. Il brano "Memories ~You Gave Me Guidance~" venne usato nella colonna sonora del film Jinx!!!, nel quale Hyomin recitò.
Il secondo singolo "Lead the Way / LA'booN" fu pubblicato in otto edizioni limitate, una A e sette B, e una regolare con il solo CD. Le edizioni limitate hanno una confezione speciale, al contrario dell'edizione normale. Nel DVD dell'edizione A sono presenti il video musicale e il making-of di "Lead the Way". Ogni edizione limitata B dispone di un DVD con una versione solista di ogni membro del video musicale di "Lead the Way". L'edizione Box comprende tutte le sei versioni soliste in un DVD e contiene un photobook di sedici pagine. Tutte le edizioni sono dotate di una figurina su sette possibili con un codice seriale.

## Tracce
1. Just Now – 3:31 (testo: Tairayoo – musica: Yasuaki Moriya)
2. Lucky Wannabeee! – 3:30 (testo: Shoko Fujibayashi – musica: Ahn Young Min)
3. Number 9 (Japanese ver.) – 3:48 (Shinsadong Tiger, Choi Gyu Sung)
4. Lead the Way – 3:59 (testo: Kouta Okochi, Osamu Onomiyaichi – musica: Kouta Okochi)
5. Keep On Walking – 4:02 (testo: MEG.ME – musica: Kota Ogawa)
6. Knockin'on My Heart – 3:51 (MEG.ME)
7. Musica Musica – 3:51 (Takafumi Fujino)
8. Do You Know Me (私、どうしよう) (Japanese ver.) – 3:38 (Polar Bear, Shinsadong Tiger)
9. LA'booN – 4:10 (testo: Shoko Fujibayashi – musica: MEG.ME)
10. A-Ha – 4:32 (Takafumi Fujino)
11. Memories ~You Gave Me Guidance~ (記憶～君がくれた道標(みちしるべ)～) – 4:24 (testo: Kiyosumi Ida, Osamu Onomiyaichi – musica: Kiyosumi Ida)
12. TTL (Time To Love) (Japanese ver.) (DJ Hanmin Remix ver.) – 4:06 (testo: HI-D – musica: Kim Do Hoon, DJ Hanmin)
13. Secret Track – 3:38

## Formazione
- Boram – voce, rapper
- Qri – voce
- Soyeon – voce
- Eunjung – voce, rapper
- Hyomin – voce, rapper
- Jiyeon – voce